# Homoneura ypsilon
Homoneura ypsilon är en tvåvingeart som beskrevs av Mitsuhiro Sasakawa 1991. Homoneura ypsilon ingår i släktet Homoneura och familjen lövflugor. Inga underarter finns listade i Catalogue of Life.